# Setge de Cesaraugusta (542)
El Setge de Cesaraugusta del 542 fou un atac merovingi a la ciutat visigoda de Cesaracosta per obtenir botí.
El 541 Caribert I i el seu germà Clotari I, reis merovingis van envair el regne visigot, sortint de Dax, travessant els pirineus per Luzaide, arribant a Pamplona i assetjant Cesaraugusta. Els francs van incomunicar la ciutat, en la qual Teudisel va organitzar la resistència, que es va allargar 49 dies, i finalment acceptà un suborn per tal de deixar-los tornar a França.